# Frankia
Frankia è un genere di batteri filamentosi dotati della capacità di fissare l'azoto. Generano simbiosi con piante non leguminose formando tipiche strutture radicali chiamate actinorrize.
Le principali famiglie in cui sono attive queste simbiosi sono le Betulaceae, (Ontano, Betulla); le Elaeagnaceae, (Elaeagnus, Hippophae). 
La associazione actinorrizica è presente anche in erbe, ad esempio: (Dryas), o in felci. Riguarda tutti i continenti, fatta eccezione per l'Antartide.